# Sebastián Vegas
Sebastián Ignacio Vegas Orellana (Santiago de Chile, 1996. december 4. –) chilei labdarúgó, 2016 óta a mexikói Monarcas Morelia hátvédje.

## Pályafutása
2013-tól 2016-ig Olaszországban játszott az Audax Italianóban, majd a 2016-os Apertura szezontól kezdve a mexikói Monarcas Morelia játékosa lett. Eleinte csak kölcsönben szerepelt náluk, később önálló szerződést kötöttek vele.